# Dionicio Escalante
Dionicio Manuel Escalante Moreno (* 12. Mai 1990 in Culiacán, Sinaloa) ist ein mexikanischer Fußballspieler, der vorwiegend im Mittelfeld zum Einsatz kommt. 

## Karriere
Sein Debüt in der mexikanischen Primera División feierte Escalante am 7. August 2010 in einem Auswärtsspiel des Club Deportivo Guadalajara beim Club San Luis, das mit 1:0 gewonnen wurde. Auch bei den am 11. und 18. August 2010 ausgetragenen Finalspielen um die Copa Libertadores 2010 kam Escalante zum Einsatz, als er jeweils elf Minuten vor Spielende eingewechselt wurde. 